# 19096 Леонфрідман
19096 Леонфрідман (19096 Leonfridman) — астероїд головного поясу, відкритий 14 жовтня 1979 року.
Тіссеранів параметр щодо Юпітера — 3,568.